# Dinophasma nathani
Dinophasma nathani är en insektsart som beskrevs av Bragg 200. Dinophasma nathani ingår i släktet Dinophasma och familjen Aschiphasmatidae. Inga underarter finns listade i Catalogue of Life.